# Duplaspis fraxini
Duplaspis fraxini är en insektsart som beskrevs av Goux 1937. Duplaspis fraxini ingår i släktet Duplaspis och familjen pansarsköldlöss.
Artens utbredningsområde är Frankrike. Inga underarter finns listade i Catalogue of Life.